# Joe Trummer
 Josef „Joe“ Trummer (* 12. März 1922 in Wien; † 6. Januar 2007 ebenda) war ein österreichischer Schauspieler.

## Leben
Trummers Bühnenlaufbahn begann nach dem Zweiten Weltkrieg. Während seiner gesamten Karriere arbeitete er immer wieder als Theaterschauspieler, hauptsächlich an Wiener Bühnen. Um 1950 war er als Schauspieler am „Studio in der Kolingasse“ tätig, das aus der Fusion des Studio der Hochschulen mit dem Theater der 49 hervorgegangen war und noch im selben Jahr geschlossen wurde. Bereits ab dem Jahr davor trat er auch im Theater der 49 – 49 aufgrund der Anzahl an vorhandenen Sitzplätzen – auf. In den Spielzeiten 1955/56 und 1956/57 war er als Externist am Volkstheater Wien engagiert. 1962 gastierte er bei den Burgspielen Forchtenstein. In der Spielzeit 1964/65 war er ebenfalls wieder als Externist am Volkstheater Wien verpflichtet. In der Spielzeit 1969/70 war er am Renaissancetheater Wien und am „Intimen Theater“ in München engagiert. 1970 trat er am „Theater der Courage“ in Wien in dem Schauspiel Wind in den Zweigen des Sassafras von René de Obaldia auf. In der Spielzeit 1970/71 hatte er einen Teil- und Stückvertrag am Theater der Jugend in Wien. In der Spielzeit 1972/73 war er am „Intimen Theater“ im Künstlerhaus in München engagiert.
1973 und 1974 gastierte er bei den Melker Sommer-Festspielen auf. In der Spielzeit 1973/74 war er wieder am Theater der Jugend in Wien verpflichtet. 1975 gastierte er als Brighella in Der Verschwender von Carlo Goldoni bei den Bregenzer Festspielen. 1976 trat er beim „Theater im Burgenland“ als Farmarbeiter Candy in Von Mäusen und Menschen auf. In der Spielzeit 1977/78 war er an der Wiener Kammeroper verpflichtet. In der Spielzeit 1978/79 war er als Gast am Raimundtheater engagiert. Regelmäßig war er als Schauspieler in Produktionen der Wiener Löwinger-Bühne zu sehen. Dort spielte er unter anderem in den Lustspielen Der Glückselefant (1968) und Die Eintagsfliege (1969). In den Spielzeiten 1968/69 und 1970/71 trat er mit der „Löwinger-Bühne“ im Renaissance-Theater Wien auf. 1979 wirkte er dort in dem Volksstück Doppelt hält schlechter mit. In der Spielzeit 1979/80 und von 1981 bis 1984 war Trummer weiterhin an der Löwinger-Bühne engagiert. 1981 hatte er dort einen Auftritt in dem volkstümlichen Lustspiel Die drei Dorfheiligen. Zahlreiche Aufführungen der Löwinger-Bühne wurden vom Österreichischen Rundfunk für das Fernsehen aufgezeichnet. 
Trummers Filmkarriere begann in den 1950er-Jahren, in denen er in verschiedenen österreichischen Nachkriegsproduktionen mitwirkte. 1976 hatte er eine kleinere Rolle in Rudolf Pracks letztem Spielfilm, Jesus von Ottakring. In der US-amerikanischen Miniserie Holocaust – Die Geschichte der Familie Weiß spielte er 1978 die kleine Rolle eines tschechischen Juden.
1963 wirkte er für den Österreichischen Rundfunk in einer kleineren Rolle in einer Fernsehproduktion des Opern-Singspiels Der Musikmeister (Il maestro di musica) von Giovanni Battista Pergolesi an der Seite von Fritz Wunderlich, Graziella Sciutti und Walter Berry mit. Im Fernsehen wurde er in den 1970er Jahren insbesondere als Traxler in der österreichischen Kultserie Ein echter Wiener geht nicht unter bekannt. 
Mehrfach wirkte Trummer beim ORF in Hörspielen mit. 1970 übernahm er den Zeitungsausrufer in dem Hörspiel Amok von Hans Krendlesberger. 1981 war er in einer ORF-Rundfunkproduktion in dem Dialekt-Hörspiel Erhebung einer Vorgeschichte von Bernd Hackländer zu hören.
Er wurde auf dem Baumgartner Friedhof (Gruppe E1, Nummer 24) in Wien begraben.

## Filmografie
- 1953: Im Krug zum grünen Kranze (Die 5 Karnickel)
- 1967: Der Bauer als Millionär (TV)
- 1972: Die Abenteuer des braven Soldaten Schwejk (Fernsehserie)
- 1975: Ein echter Wiener geht nicht unter (TV-Serie)
- 1976: Jesus von Ottakring
- 1977: Tatort – Der vergessene Mord
- 1977: Der Einstand (TV)
- 1978: Holocaust – Die Geschichte der Familie Weiss (TV)
- 1978: Grüne Witwen sind sie alle (TV)
- 1979: Alpensaga, Episode: Der deutsche Frühling (TV-Serie)
- 1980: Land, das meine Sprache spricht
- 1981: Die drei Dorfheiligen (TV)
- 1981: Ringstraßenpalais, Episode: Die Spekulanten (TV-Serie)
- 1983: Kottan ermittelt, Episode: Hausbesuche (TV-Serie)